# 斯特羅伯里谷 (加利福尼亞州)
斯特羅伯里谷（英語：Strawberry Valley）是位於美國加利福尼亞州尤巴縣的一個非建制地區。該地的面積和人口皆未知。

## 地理
斯特羅伯里谷的座標為39°33′51″N 121°06′25″W / 39.56417°N 121.10694°W，而該地的平均海拔高度為1145米（即3757英尺）。